# 2016년 서울국제실험영화페스티벌
제13회 서울국제실험영화페스티벌은 2016년 7월 7일에 열린 시상식이다.

## 수상 및 후보

### BEST EXiS AWARD
- 빛의 화석 - 리즈 피셔 수상

### KOREAN EXiS AWARD
- 구경꾼 - 안정윤 수상

### Jungwoon AWARD
- 푸티지 - 김민정 수상

### 엑스-나우
- 흑동 - 칼라 챈
- 에우 수프 - 캐롤라인 뉴만 외 2명
- 이연운동 / 규칙성과 불규칙성 사이에서 II - 마사히로 츠타니
- 비극의 광구 - 기욤 발리에
- 빛의 화석 - 리즈 피셔
- 색채 의식 - 마리아 루스 올리바흐 카펠르
- NUMB - 유카 사토
- 네덜란드 산으로 자동차 여행 - 미힐 반 바켈
- 마지막 빛 - 엘리 앱
- 광기의 사다리 - 마이클 로빈슨
- 아무것도 아닌 - 아나 후스만
- 만약 그랬다면 - 로리 프로보스트
- 황화 - 유지나 림
- 관성력 - 필립 위드만
- 속지주의 - 섬바디 노바디
- 안, 너머와 바깥 - 세바스티앙 브람슈버
- 우리 시대의 스타 - 마크 라파포트
- 오스트라네니(낯설게 하기) - 알렉스 아니키나
- 당신이 깨어있을 때 - 제이 로젠블라트
- 3개의 마법 - 존 라잠
- [[콘피젠치[믿을 수 있는 사람]]] - 카렌 아케르만 외 1명
- 미학 101 - 프라팟 지와랑산
- 오션 힐 드라이브 - 미리암 고싱 외 1명
- 하버 시티 - 사이먼 류
- 세 겹의 플라스틱 - 이그나시오 타마릿
- 원물질 - 샬롯 프라이스
- 우리 사이에 무언가 - 조디 맥
- 증발하는 인간 - 마이크 스톨츠
- 삶에서 삶으로 - 라이다 레트루순디
- [[[I]프레임]] - 카리사 한 외 1명
- 귀로의 흔적 - 사이토 다이치
- 푸티지 - 김민정
- 셀프포트레이트 - 채희석
- 적막의 경관 - 오민욱
- 다리미 - 김하나 외 1명
- 러닝 포토스 - 김나영
- 우음도 - 안상범
- 바벨 - 김희천
- 빙빙 - 임철민
- 유로파 - 문유진
- 스크럼프드 - 조승호
- 너는 어디에도 없을거야 - 김숙현
- 에피소드 4: 외부 세계가 변해서... - 임고은
- 저 소리 부분을 지워 버릴 것입니다 - 전하영
- 보이지 않는 잠자는 여인, 뒤집힌 배 그리고 나비 - 노영미
- 구경꾼 - 안정윤

### 엑스-초이스
- (어떤 식으로든) 진화하는 식물 - 믹스라이스
- 작전명 - 까맣고 뜨거운 것을 위하여 - 옥인 콜렉티브
- 부동산의 발라드-1 - 파트타임스위트
- 임대 - 미켈란젤로 피스똘레또 밴드
- 옥바라지골목 - 리슨투더시티
- 방 / 형태 - 이시다 타카시
- 3개의 해변으로터 - 이시다 타카시
- 사진일기 - 이토 타카시
- 사진일기87 - 이토 타카시
- 거대사회 - 오에 마사노리
- 게발트피아 예고편 - 조노우치 모토하루
- 메이크 업 - 마코 이데미츠
- 카루이자와 1 - 마코 이데미츠
- 나의 아메리카, 당신의 아메리카 - 마코 이데미츠

### 엑스-레트로
- 밤의 예감 - 스탠 브래키지
- 아틀란티스의 벨 - 이안 휴고
- 빛의 재즈 - 이안 휴고

### 인디 비주얼
- 컴퓨터 모빌 (인간의 운동) - 타마스 왈리츠키
- 21세기 아마추어 영화 - 타마스 왈리츠키
- 숲 - 타마스 왈리츠키
- 길 - 타마스 왈리츠키
- 조각품 (시간-공간) - 타마스 왈리츠키
- 꼭두각시 인형 - 타마스 왈리츠키
- 바퀴 - 타마스 왈리츠키
- 현기증적 쇄도 - 요한 루프
- 게으른 개 위를 뛰어 넘은 재빠른 갈색 여우 - 요한 루프
- 인데버 우주 왕복선 - 요한 루프
- 정찰 - 요한 루프
- 엠바고 - 요한 루프
- 12개의 이야기 - 요한 루프
- 시네마 콩크레트 - 타카시 마키노
- 스페이스 노이즈 - 타카시 마키노

### 랩 프로그램
- 48분의 1초의 의미 - 김현일
- 빅크런치 - 박순천
- 고흐가 해안선 따라 걸어간 이유 - 최야
- 잡을 수 없는 - 서유리
- 노래, 모래, 솥 (혹은 불) - 이유리
- 73초의 기술 - 이윤서
- 어려워진 살 - 이윤선
- 미끄럼틀을 타는 아이들 - 김승유
- 곳 - 임정서
- 9분 4초, 흐릿한 일상(부제 : 씨 뿌려 거두고) - 안근영
- 20190904 - 손정민
- 구영의 사(死) - 정성화
- 04|88: 아버지의 시선 - 권수진
- 0904-angst - 정애림
- 9:04 AM - 9 空 4 - 김태연
- 잠들지 않은 밤 - 샌디 딩

### 아시아 포럼
- 우한이공대학의 개 - 리쥐촨
- 우한에서 30분 길이의 직선을 긋다 - 리쥐촨
- 21층은 얼마나 높은가? - 리쥐촨
- 키카와의 동거 - 리쥐촨
- 건축 측량: 24층은 도대체 얼마나 높은가?(진보련을 기억하며) - 리쥐촨